# Női szépségideál
A női szépségideál a nőkbe egész életük során és fiatal koruktól kezdve beléjük ivódott, a fizikai vonzerő növelésére irányuló szépségnormák meghatározott csoportja. Ezt a világ számos nője tapasztalja, bár a vonások idővel változnak, és országonként és kultúránként eltérőek.
A nőkre vonatkozó uralkodó szépségideál heteronormatív, de vitatott, hogy ez milyen mértékben hatott a leszbikus és biszexuális nőkre. A női szépségideál vonásai közé tartoznak többek között a következők: női testalkat, arcvonások, bőrszín, ruházati stílus, frizura és testsúly.
Mivel a mesék, a tömegmédia, a reklámok, a divat és a szépségközpontú babák, például a Barbie babák kiemelt szerepet játszanak a nők életében, ez fokozza a nyomást, hogy már fiatal korban megfeleljenek a női szépségideálnak. A „szép” egy bizonyos definíciójának való megfelelési nyomás kezelése pszichológiai hatásokkal járhat az egyénre, például depresszióval, étkezési zavarokkal, testdiszmorfiával és alacsony önértékeléssel, ami már kamaszkorban elkezdődhet, és a felnőttkorban is folytatódhat.

## Kulturális ideálok

### Testmódosítás

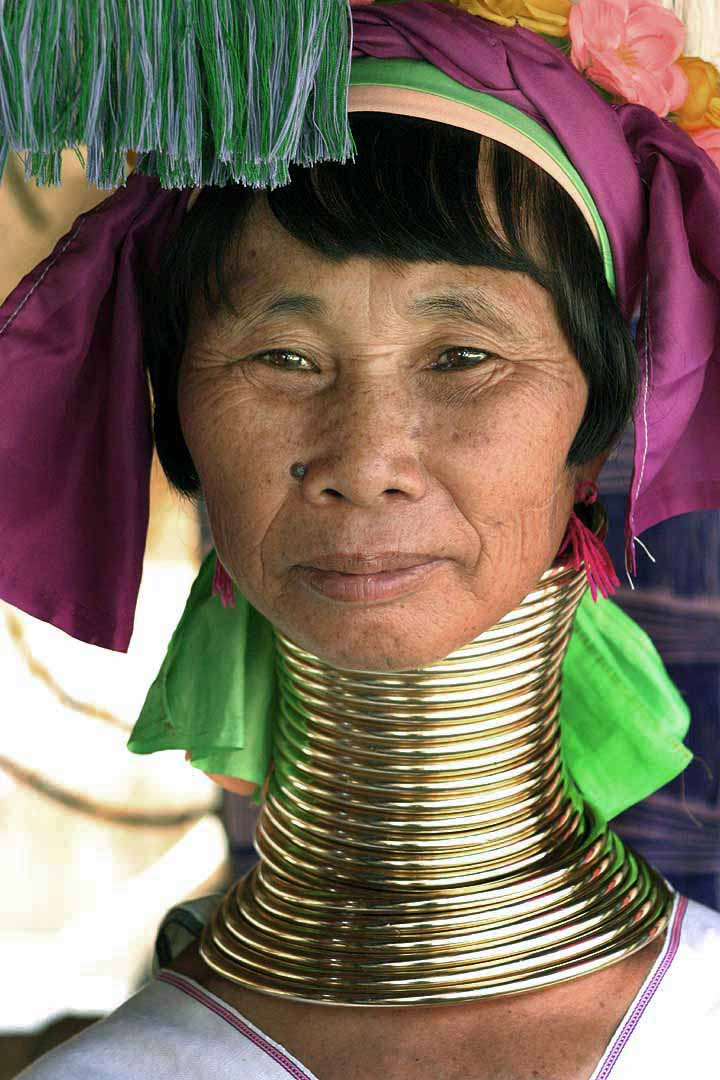
Kayan nő nyakgyűrűkkel

A különböző kulturális ideálok és gyakorlatok szerint változik az elképzelés arról, hogy mit tartanak a nők szépségideáljának. Mianmarban a kayan lahwi lányoknak körülbelül ötéves koruktól fémgyűrűket tesznek a nyakukba. Kétévente további gyűrűk kerülnek a lányok nyakára. Ez a gyakorlat fokozatosan deformálja a kulcscsontokat és a bordák elhelyezkedését a gyűrűk súlya által, hogy a hosszabb nyak illúzióját keltse. Ezek a nők végül akár 24 gyűrűt is hordanak a nyakukban. Úgy tűnik, az idősebb generációnak kényelmes és büszke a gyűrűk viselésével szépségére, mivel a turizmus fellendül Mianmar keleti részén, de a fiatalabb nők és a fiatal lányok szülei választás elé kerülnek egy ősi kulturális hagyomány betartása vagy aközött, hogy jobban be tudnak illeszkedni, ha a közösségükön kívül folytatnak tanulmányokat vagy munkát.
Kínában a lábkötés gyakorlata azzal járt, hogy a lányok lábát hatéves korukban bekötötték, hogy megteremtsék az „ideális” lábképet. A lány lábát úgy kötözték be, hogy az eredeti méret 1/3-a legyen, ami megnyomorította a nőt, de egyúttal nagyon magas társadalmi státuszt is adott neki, és nagyon csodálták. Az 1911-es forradalom után a lábkötés gyakorlata megszűnt.

## Bőr- és hajszín

### Bőrszín-kontraszt és kozmetikumok
A bőrszínkontrasztot több kultúrában megfigyelt női szépségstandardként azonosították. A nőknek általában sötétebbek a szemeik és az ajkaik, mint a férfiaknak, különösen az arc többi részéhez képest, és ezt a tulajdonságot a női vonzerővel és nőiességgel hozták összefüggésbe, ugyanakkor egy tanulmány szerint csökkenti a férfi vonzerőt is. A nők használhatnak kozmetikumokat, például rúzst és szemfestéket, hogy növeljék arcszínük kontrasztját, vagy hogy növeljék a szemük és a szemöldökük közötti látszólagos távolságot. 2009-es tanulmány szerint a kelet-ázsiai emberek arcbőrének kontrasztja nagyobb, mint a fehéreké, ami a következetesen sötétebb szemüknek köszönhető.

### Hajszín
Egy 2008-as tanulmány arra kereste a választ, hogy a szőke vagy a sötét haj a női szépségideál a nyugati világban. A szerzők azt találták, hogy a szőke haj helyett a sötét haj a női ideál. A sötét hajú nők felülreprezentáltak a nyugati divat- és popkulturális médiában, ami magyarázatot adhat arra a megállapításra, hogy az angliai férfiak általában vonzóbbnak ítélték a sötét hajú nőket, mint a szőke hajúakat. 2018-ban Floridában végzett vizsgálat hasonló eredményeket hozott. 2018-ban Kelet-Ázsiában a fekete hajú nőket mutatják be szépségideálként, míg a szőke nőknek megtagadják az ideális státuszt. A szőke hajszínű svéd nők alacsonyabb önbecsülésről számoltak be Szingapúrban élve, mivel a helyi szépségideálok csökkentették nőiességük érzését. A japán reklámok időnként úgy ábrázolták a szőke nőket, mint akik irigykednek a fekete hajú nőkre.

### A bőrszínre vonatkozó szabványok
A bőrfehérítés gyakorlata gyakori a közel-keleti, dél-ázsiai és afrikai nők körében, míg a nyugati világban a fehér nők körében gyakori a napozás, a beltéri barnulás és az önbarnítás.
A nem fehér országok európai bevándorlók általi gyarmatosítása néha etnikai szépségideálok kialakulásához vezetett, például a holland Indonéziában, ahol a fehér holland férfi gyarmatosítók olyan szépségnormákat határoztak meg, amelyek a délkelet-ázsiai nőket sötétebb bőrük és fekete hajuk alapján vonzóbbnak minősítették a fehér nőknél. Néhány, nyugati országokból származó kaukázusi férfi alanyokkal végzett vizsgálat a sötétebb bőrű nők iránti preferenciát állapított meg, ami arra utal, hogy a nyugati világban nincs veleszületett preferencia a világosabb bőr iránt, így a barnább bőrű nők iránti preferencia nagyrészt a nyugati kultúrára jellemző. Néhány nyugati országból származó vizsgálat azt találta, hogy a fiatal nők körében a barnább bőrszínűek magasabb önértékelésű vonzerővel rendelkeznek.

## Test- és arcszőrzet
A testszőrzet és az arcszőrzet sok kultúrában régóta megbélyegzi a nőket, amelyeket férfias tulajdonságoknak tekintik, amelyek nemkívánatosak az ellenkező nemnél. Emiatt sok nő nyomást érez arra, hogy eltávolítsa a testszőrzetet a lábáról és a karjáról, míg azokat, akik nem teszik, gyakran vizsgálják. Ugyanez a mérce nem létezik a férfiak esetében, és bár a 20. század eleje óta létezik a manscaping, a nyugati világban sosem vált népszerűvé.

## Mesék
A női szépségideál számos [[mese (epika)|gyermekmesében megjelenik.  A Grimm testvérek meséiben gyakori volt, hogy a női szereplők fizikai vonzerejét jutalmazták. Ezekben a mesékben Lori Baker-Sperry és Liz Grauerholz szerint „a szépség gyakran a fehér, gazdaságilag kiváltságos és erényes emberhez társul”.
A Grimm testvérek meséiben általában szép hősnő szerepel. A Hófehérke című mesében a főszereplő Hófehérkét úgy írják le, hogy „bőre fehér, mint a hó, ajka vörös, mint a vér, haja fekete, mint az ébenfa”, és „szép, mint a napfény.” Ezzel szemben a Grimm testvérek meséinek antagonistáját gyakran idősnek és fizikailag nem vonzónak írják le, a szépséget a fiatalsággal és jósággal, a csúnyát pedig az öregedéssel és a gonoszsággal hozzák összefüggésbe. Végső soron ez az összefüggés a szépnek a Grimm-mesék által meghatározott erényére helyezi a hangsúlyt.
Közel 100 évvel azután, hogy a Grimm testvérek megírták meséiket, a Walt Disney Animation Studios animációs játékfilmekké adaptálta ezeket a meséket. A női Disney-karakterek további közös jellemzői közé tartozik a vékony test, lehetetlen testi arányokkal, hosszú, hullámos hajjal és nagy, kerek szemekkel. A Disney animációs hercegnős filmekben a szépséget a karakter jó tulajdonságaival társítják.. Egy 2019-es tanulmány szerint a Disney-hősnők rendkívül kis derékkal rendelkeznek, amit természetes úton szinte lehetetlen elérni.

## Pszichológiai hatások
A női szépségideálok összefüggést mutattak számos pszichológiai rendellenességgel, többek között a csökkent önbecsüléssel és az étkezési zavarokkal. A szépségre és vonzerőre vonatkozó nyugati kulturális normák egészségtelen és elérhetetlen testideálokat hirdetnek, amelyek a nőket a tökéletességre való törekvésre motiválják. 1972 óta drámaian megnőtt azoknak a nőknek az aránya az Egyesült Államokban, akik elégedetlenséget tapasztalnak a testükkel kapcsolatban. A kutatások szerint a nőknél a televíziónak való kitettség, még ha csak nagyon rövid ideig is, csökkent hangulatot és önértékelést okozhat. Egybehangzóan megállapították, hogy a fiatal felnőttek körében az észlelt megjelenés a globális önértékelés legerősebb előrejelzője. Az ideális női alak ismerete egyre negatívabb önértékeléssel függ össze. A kortársak közötti interakciók és a médiában ábrázoltakkal való folyamatos összehasonlítás környezetén keresztül a nők gyakran érzik elégtelennek magukat, és így önértékelésük csökkenhet a negatív önképükből. A negatív testkép káros pszichoszociális következményekkel járhat, beleértve a depressziót, a rossz önértékelést és a csökkent életminőséget.
A lányokra jelentős nyomás nehezedik, hogy megfeleljenek a női szépségideáloknak, és mivel a soványságot nőiesnek értékelik, sok nő elégedetlen a testalkatával. A testtel való elégedetlenségről kiderült, hogy komoly pszichológiai problémák, például depresszió, szociális szorongás és étkezési zavarok előjele. A női szépségideálok befolyásolják a nőket, különösen a fiatalabb nőket, hogy szélsőséges intézkedésekben vegyenek részt. Néhány ilyen szélsőséges intézkedés közé tartozik a táplálékbevitel korlátozása, a túlzott fizikai aktivitásban való részvétel, vagy a diétán való rögzülés, hogy megpróbálják elérni az „ideálisnak tartott szépségnormákat”. A női szépségideál egyik aspektusa a vékony derék, ami a nőket ilyen viselkedésformák követésére készteti. Amikor megpróbálják elérni ezeket a természetellenes normákat, ezeket a veszélyes gyakorlatokat alkalmazzák. Ezek a gyakorlatok végül ahhoz vezethetnek, hogy a nőknél olyan étkezési zavarok alakulnak ki, mint az anorexia és a bulimia. Az étkezési zavaroknál, mint olyanoknál, a testkép és a soványság iránti megszállottság új szinteket ér el, és a hízástól való racionális félelemmé fejlődik. Ahogy a „szépségideál” elérése egyre népszerűbb jelenséggé válik, ezek az étkezési zavarok egyre gyakoribbá válnak, különösen a fiatal nők körében. Kutatók megállapították, hogy a fogyókúrát és a soványságot népszerűsítő magazinhirdetések sokkal gyakoribbak a női magazinokban, mint a férfi magazinokban, és a női televíziós szereplők sokkal nagyobb valószínűséggel vékonyak, mint a férfi szereplők. Az étkezési zavarok az egyéni testdiszmorfiából erednek, vagyis a külső megjelenés vélt hibáival való túlzott foglalkozásból. A kutatók szerint ez a viselkedés erősen korrelál a nőkre nehezedő társadalmi nyomással, hogy megfeleljenek a soványság megszállott kultúrája által meghatározott szépségnormáknak. Kutatások kimutatták, hogy az emberek tudat alatt a nagyobb testméretet negatív személyiségjegyekkel társítják, mint például a lustaság és az önkontroll hiánya. A kövér testtel kapcsolatos előítéletek már kora gyermekkorban megjelennek, és a felnőttkorban is folytatódnak. A negatív testkép a nők pubertáskorában egyre romlik; a serdülőkorú lányok gyakran számolnak be arról, hogy elégedetlenek a súlyukkal, és félnek a jövőbeli súlygyarapodástól. Az ANAD (National Association of Anorexia Nervosa and Associated Disorders) szerint az étkezési zavarok kialakulásának életkora egyre fiatalodik. Már általános iskolás korú lányok is beszámolnak a testtel való elégedetlenségről és diétáznak azért, hogy úgy nézzenek ki, mint a magazinmodellek.
Ellen Staurowsky jellemezte a lányok negatív testképével összefüggő súlyos pszichológiai és fizikai egészségügyi kockázatokat. A negatív testkép gyakran társul rendellenes táplálkozással, depresszióval, sőt kábítószerrel való visszaéléssel is. A nők és fiatal lányok körében széles körben elterjedt a káros elégedetlenség a megjelenésükkel kapcsolatban.

## Evolúciós szempontok
A női szépségről alkotott elképzelések a termékenységgel és az egészséggel összefüggő vonásokból eredhetnek. Ezek közé a vonások közé tartozik az olyan alak, ahol a csípő és a combok területén több zsír van eloszlatva, és a különböző kultúrák között változnak. Mind a nyugati, mind a keleti kultúrákban vonzónak tartják a nagyobb derék-csípő arányt (WHR). Bár egybehangzóan kimutatták, hogy a férfiak vonzóbbnak találják a nagyobb WHR-rel rendelkező nőket, ez a testtájék valójában nem mutat semmilyen jelet az egészségre vagy a termékenységre. Megfelelőbb az a feltételezés, hogy a WHR iránti vonzalom inkább a paritás vagy az aktuális terhesség adaptív jele, mint a termékenység jele. A heteroszexuális evolúciós perspektíva azt sugallja, hogy a férfiak az idők során és a kultúrákban a fiatalos vonásokat (sima bőr, fehér szemek, telt ajkak, jó izomtónus, lábhossz, ágyéki görbület, arcszimmetria, hosszú/telt haj, nőies hang) a termékenység vagy az egészséges gének jeleként részesítik előnyben. Ezek a fizikai jelek a fiatalság viselkedési jelzéseivel (nagy energia, rövid lépés, élénk arckifejezés) párosulnak, hogy ősi módon értékeljék egy nő „reproduktív értékét.” Ezek az elméletek segíthetnek megérteni, hogy miért ingadoznak vagy maradnak stagnálóban bizonyos szépség- vagy testtájak, de egyes tudósok szerint „a megalapozatlan elméleti alapok pontatlan előrejelzésekhez vezetnek, amelyeket nem lehet megfelelően tesztelni, ami végül az emberi párválasztási preferenciák evolúciós magyarázatának idő előtti elvetéséhez vezet.”

## Galéria

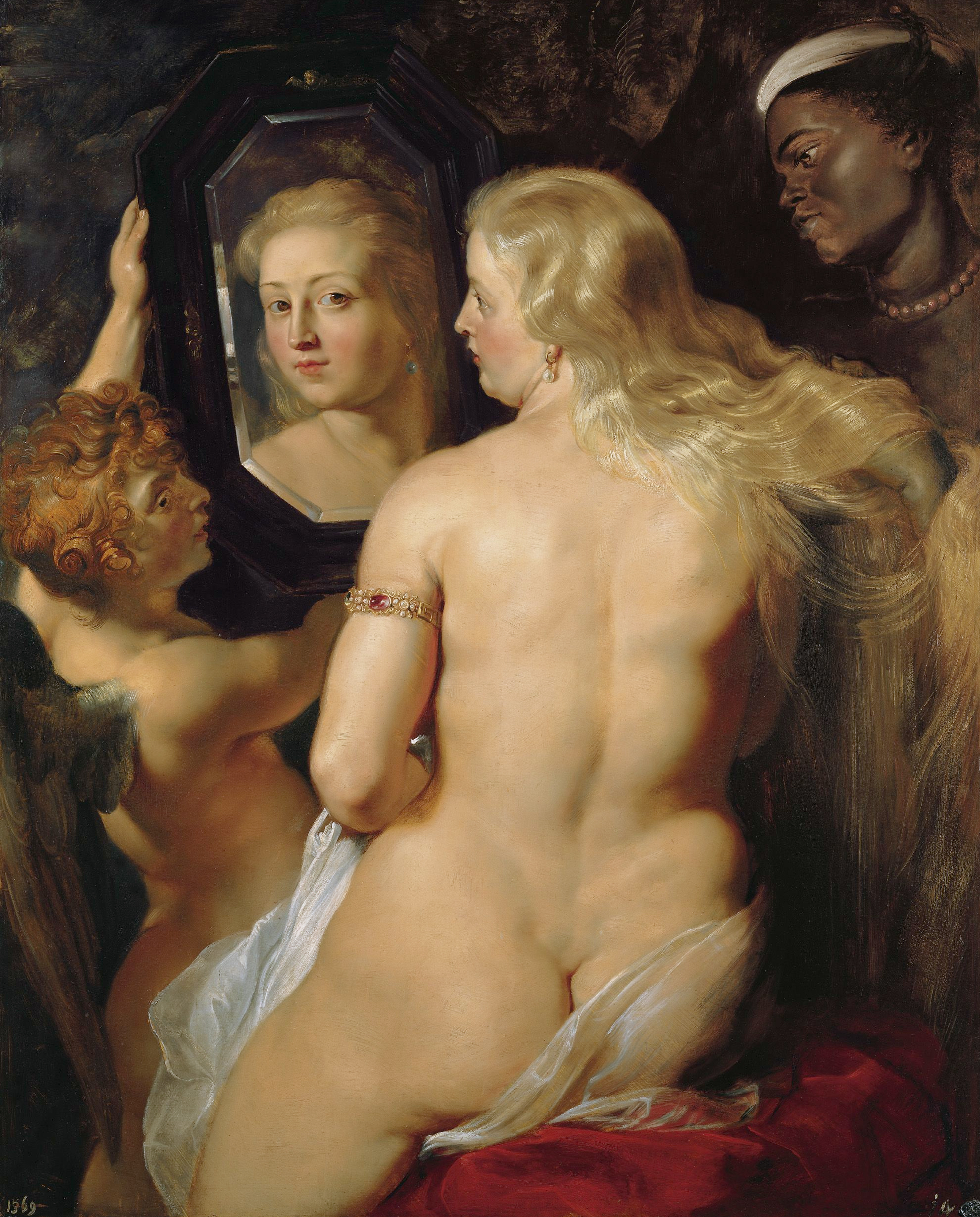
Venus at a Mirror, Peter Paul Rubens, 1615. In the 17th century, fleshier bodies were idealized.
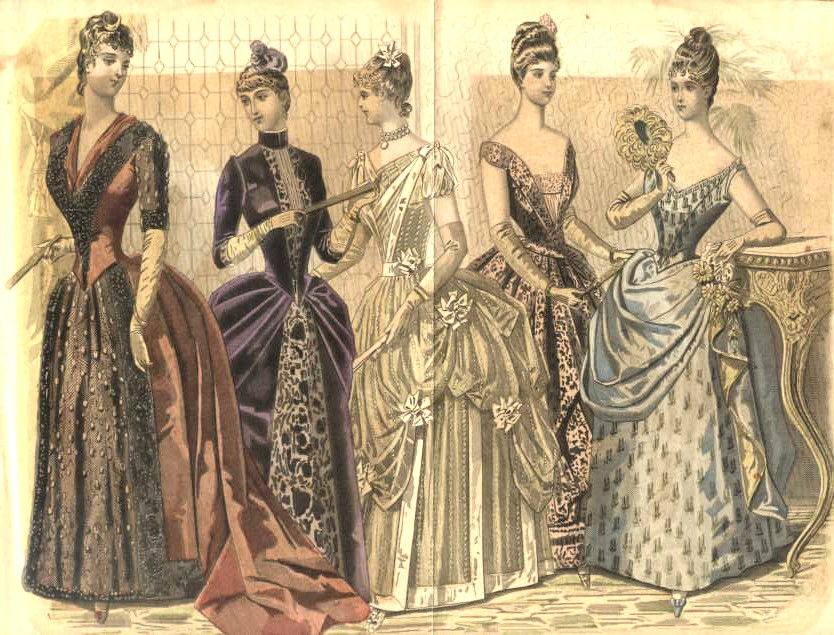
Victorian women were highly body conscious. They wore corsets to reduce their waistline, and bustles that magnified their buttocks.
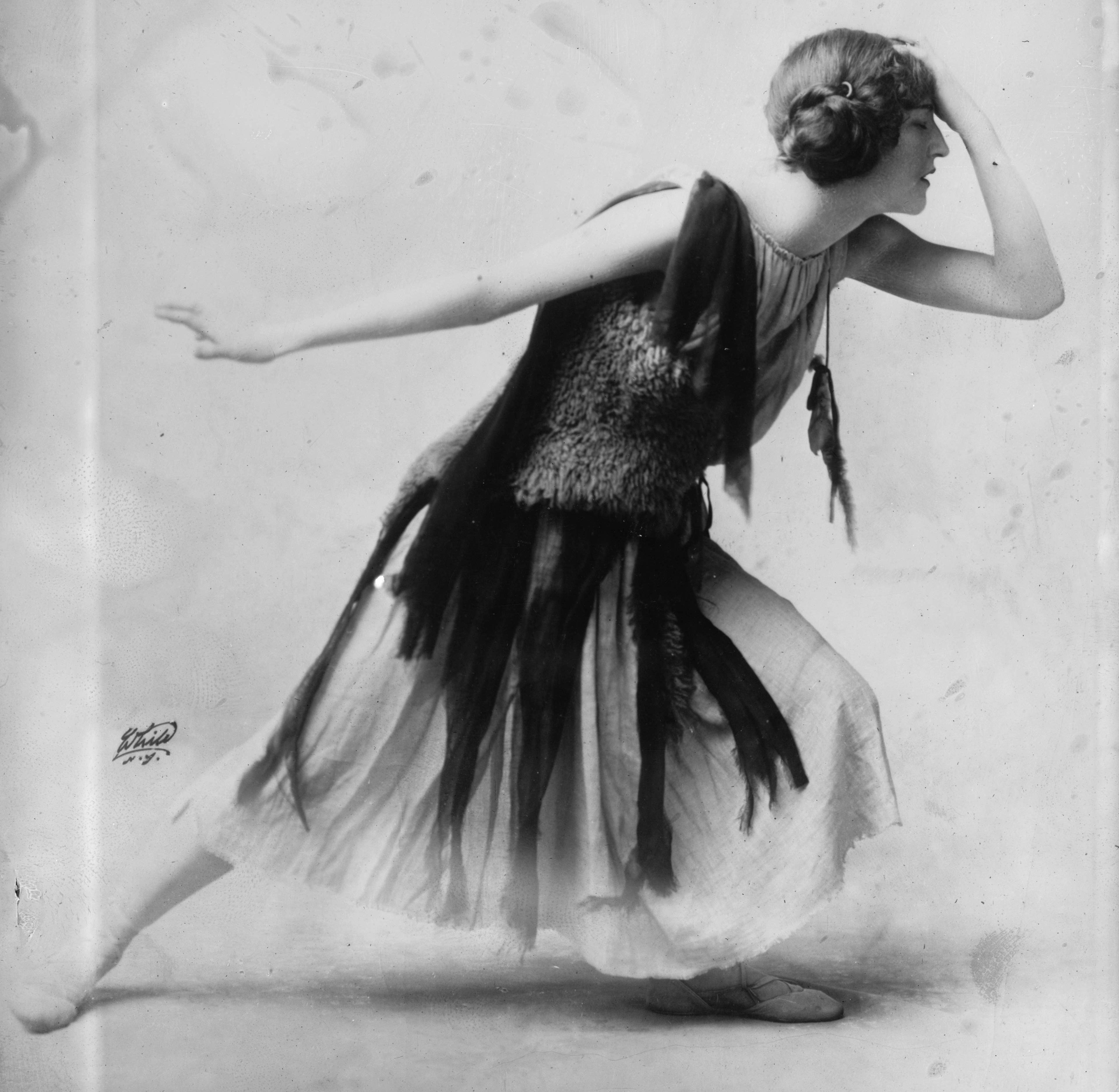
During the 1920s, women aimed to hide their curves, bobbed their hair and wore bold makeup.[48] The feminine ideal was no longer "frail and sickly" like in the Victorian era, so women danced and did sports.
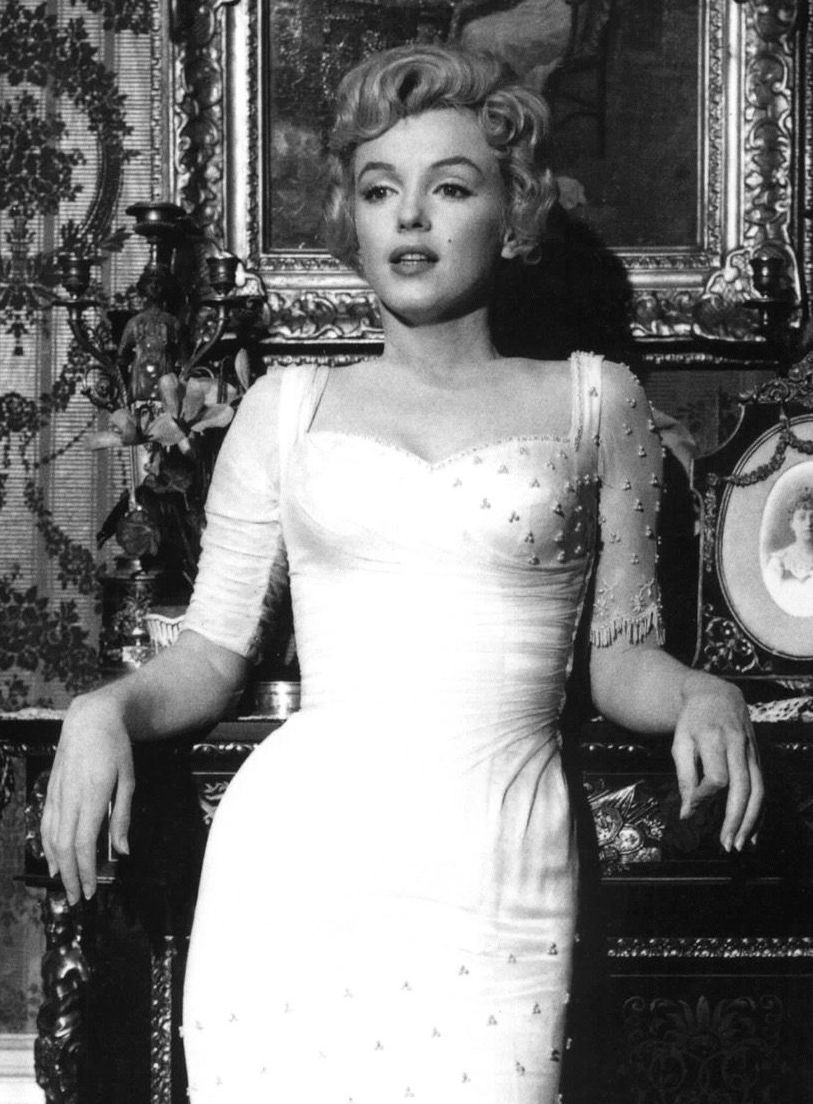
Actress Marilyn Monroe was perceived as the queen of curves in the 1950s.[49] Her image has been used to popularize the hourglass figure.
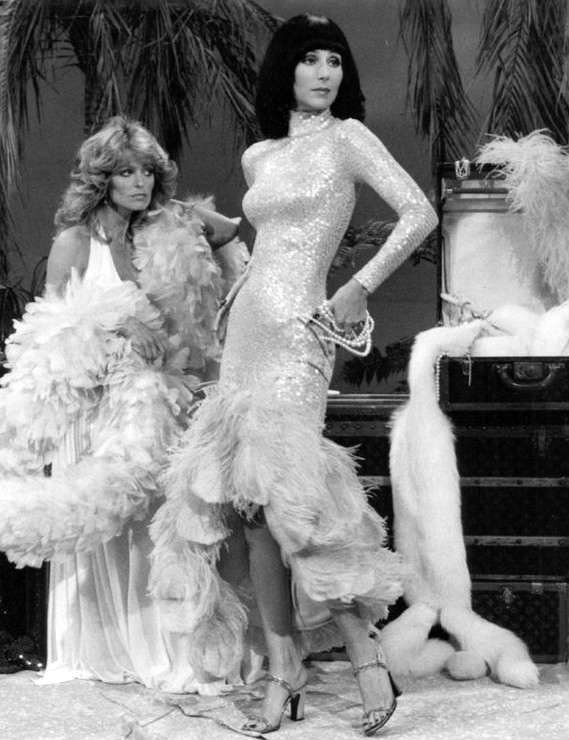
Farrah Fawcett and Cher in 1976. From the 1960s up to the 1980s, women aimed to look skinny. Tanned skin also became popular.
The 1980s beauty ideal was still thin, but toned without being too muscular; thus aerobics became popular. The decade also epitomized over-the-top fashion.[48]

## Lásd még
- Férfi szépségideál